# کرچ (بوئین میاندشت)
کرچ، روستایی از توابع بخش کرچمبو شهرستان بوئین و میاندشت در استان اصفهان ایران است. مردم روستای کرچ به زبان ترکی سخن می‌گویند.

## جمعیت
این روستا در دهستان کرچمبو شمالی قرار دارد و براساس سرشماری مرکز آمار ایران در سال ۱۳۸۵، جمعیت آن ۴۶۴ نفر (۹۵خانوار) بوده‌است.